# Tschegem (Stadt)
Tschegem (russisch Чегем; kabardinisch Шэджэм) ist eine Stadt in der nordkaukasischen Republik Kabardino-Balkarien in Russland mit 18.019 Einwohnern (Stand 14. Oktober 2010).

## Geografie
Die Stadt liegt am Nordrand des Großen Kaukasus etwa 10 km nördlich der Republikhauptstadt Naltschik am gleichnamigen Tschegem, einem rechten Nebenfluss des Baksan im Flusssystem des Terek.
Tschegem ist Verwaltungszentrum des gleichnamigen Rajons.
Die Stadt liegt an der Fernstraße M29 Rostow am Don–aserbaidschanische Grenze, die hier autobahnartig ausgebaut ist.

## Geschichte
Das 1822 als Kundetowo gegründete Dorf hieß ab 1920 Tschegem Perwy (russisch für Erstes Tschegem, zur Unterscheidung vom nahe gelegenen Tschegem Wtoroi, Zweites Tschegem), erhielt 1972 den Status einer Siedlung städtischen Typs und 2000 – ohne den Namenszusatz – das Stadtrecht.

### Bevölkerungsentwicklung
| Jahr | Einwohner |
| ---- | --------- |
| 1959 | 4.973     |
| 1970 | 7.551     |
| 1979 | 9.650     |
| 1989 | 13.225    |
| 2002 | 17.893    |
| 2010 | 18.019    |

Anmerkung: Volkszählungsdaten

## Kultur und Sehenswürdigkeiten
In Tschegem befindet sich ein Gedenkmuseum für des balkarischen Dichter Qaysin Quli (karatschai-balkarisch Къайсын Къули, russisch Кайсын Кулиев Kaissyn Kulijew, 1917–1985), der im Dorf (Aul) Werchni Tschegem (Ober-Tschegem) geboren wurde.

## Wirtschaft
Tschegem ist als Zentrum eines Landwirtschaftsgebietes (Anbau von Getreide, Kartoffeln, Gemüse, Sonnenblumen; Haltung von Rindern, Pferden, Schafen, Ziegen) Standort für Betriebe der Lebensmittelindustrie.

## Trivia
Tschegem ist der Ort, um den etliche Geschichten Fasil Iskanders kreisen.